# Asplenium ruizianum
Asplenium ruizianum är en svartbräkenväxtart som beskrevs av Kl. Asplenium ruizianum ingår i släktet Asplenium och familjen Aspleniaceae. Inga underarter finns listade.